# تاه (شیمی)

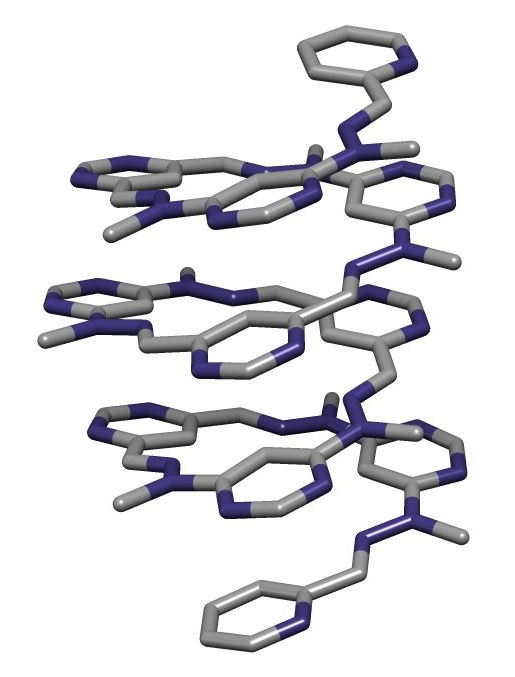
ساختار کریستالی یک تاب‌پار که توسط لن و همکارانش گزارش شد Helv. Chim. Acta., 2003, 86, 1598-1624.

تاه در شیمی مرحله‌ای است که در آن یک مولکول شکل گرفته یا صورت‌بندی می‌شود. این مرحله را می‌توان با خودگردهم‌آیی درون مولکولی یا نوعی از خودگردهم‌آیی مولکولی هم توصیف کرد، جایی که مولکول از طریق تعاملات غیر-کووالانسی مثل پیوند هیدروژنی و نیروی واندروالسی برای تشکیل شکل بخصوصی هدایت می‌شود.